# Eygelshoven
Eygelshoven, en limbourgeois Egelze, est un village néerlandais situé dans la commune de Kerkrade, dans la province du Limbourg néerlandais. En 2005, Hoensbroek comptait 8 400 habitants.

## Histoire
Eygelshoven a été une commune indépendante jusqu'au 1er janvier 1982, date de son rattachement à la commune de Kerkrade.
Le film Antonia et ses filles (1995) de Marleen Gorris y a été partiellement tourné.